# Kabinett Kekkonen V
Das Kabinett Kekkonen V war das 39. Regierungskabinett in der Geschichte Finnlands. Es amtierte vom 20. Oktober 1954 bis zum 15. Februar 1956 (501 Tage).

## Minister
| Amt                                             | Name                                                                                                | Partei                                         |
| ----------------------------------------------- | --------------------------------------------------------------------------------------------------- | ---------------------------------------------- |
| Ministerpräsident                               | Urho Kekkonen                                                                                       | Landbund                                       |
| Außenminister                                   | Johannes Virolainen                                                                                 | Landbund                                       |
| Justizminister                                  | 20. Oktober 1954 – 6. November 1954 Aarre Simonen 6. November 1954 – 3. März 1956 Weio Henriksson   | Sozialdemokratische Partei Finnlands parteilos |
| Innenminister                                   | 20. Oktober 1954 – 30. September 1955 Väinö Leskinen 30. September 1955 – 3. März 1956 Valto Käkelä | Sozialdemokratische Partei Finnlands           |
| Verteidigungsminister                           | Emil Skog                                                                                           | Sozialdemokratische Partei Finnlands           |
| Finanzminister                                  | Penna Tervo                                                                                         | Sozialdemokratische Partei Finnlands           |
| Stellvertr. Finanzminister                      | Veikko Vennamo                                                                                      | Landbund                                       |
| Bildungsminister                                | Kerttu Saalasti                                                                                     | Landbund                                       |
| Landwirtschaftsminister                         | Viljami Kalliokoski                                                                                 | Landbund                                       |
| Verkehrs- und Infrastrukturminister             | Martti Miettunen                                                                                    | Landbund                                       |
| Stellvertr. Verkehrs- und Infrastrukturminister | Hannes Tiainen                                                                                      | Sozialdemokratische Partei Finnlands           |
| Handels- und Industrieminister                  | Aarre Simonen                                                                                       | Sozialdemokratische Partei Finnlands           |
| Sozialminister                                  | Onni Peltonen                                                                                       | Sozialdemokratische Partei Finnlands           |
| Stellvertr. Sozialminister                      | 20. Oktober 1954 – 3. März 1956 Tyyne Leivo-Larsson 22. Oktober 1954 – 3. März 1956 Hannes Tiainen  | Sozialdemokratische Partei Finnlands           |